# Station Czarna Woda
Station Czarna Woda is een spoorwegstation in de Poolse plaats Czarna Woda.